# Јелена Јуреша
Јелена Јуреша( рођена 1974., Нови Сад, Југославија) је српска визуелна уметница и редитељка. Живи и ради у Белгији. Њен рад обухвата видео, фотографију, филм и инсталацију. Фокусира се на теме идентитета, политике сећања, колективног и историјског насиља, као и репрезентације и заборава, а такође помера границе конвенционалног филмског језика, критички се ангажујући са хегемонистичким наративима. Недавно се њено истраживање фокусирало на праксе угњетавања – како оне функционишу и увлаче нас у системе насиља – што је резултирало мултидисциплинарним пројектима који су и политички и дубоко лични.
Јуреша је дипломирала на Академији уметности у Новом Саду. Године 2014. се преселила у Белгију, где је докторирала на Универзитету у Генту (Факултет за уметност и филозофију) и КАСК Конзерваторијуму. Јуреша у свом раду користи мултимедијалне форме како би испитала механизме потискивања и политичке репрезентације. Њени радови се заснивају на истраживању историјских догађаја и односа моћи, преиспитујући наративе колективне одговорности и културне меморије.
Јурешино дело је излагано у иностранству, укључујући самосталне изложбе у Аргос Центру за аудиовизуелну уметност у Бриселу, Кунстлерхаусу у Грацу и Музеју савремене уметности у Београду. Током 2015. године, током боравка као уметник Џекмана Голдвасера у сарадњи са Хајд парк Арт центром у Чикагу, почела је да истражује пресеке јавне уметности, капитализма и патријархата, упоредо са конструкцијом мушке и женске историје у овим оквирима. Као резиденцијална уметница К21 у Бечу 2016. године, проучавала је рад антрополога и расних хигијеничара током аустријског царског периода, као и политику заборава после Другог светског рата у Аустрији.
- „Не схватај то лично”[4] (2024 - 2025) -  је филмски концерт који преплиће теме историјског порицања, колективног насиља, егзила и отпора. Нуди оштру оптужницу људског и друштвеног понашања током нестабилних времена обликованих капитализмом и империјалном похлепом.
- „Убунду” [5](2019) – рад који третира теме расизма и културног наслеђа кроз гласове расељених људи и историју Белгије.
- „Афазија”(2019)[6] – филмска инсталација која истражује везу између белгијског колонијализма, аустријског антисемитизма и злочина у Босни 1990-их година.
- „Мира, Студија за портрет”[7](2010–2015) – мултимедијални рад заснован на животу анонимне жене, који истражује однос личне и колективне историје. Представљен у Салону Музеја савремене уметности у Београду.

1. ↑  „Jelena Jureša u Gracu | SEEcult” (на језику: енглески). 2015-01-17. Приступљено 2025-06-07.
2. ↑  „Home”. Hyde Park Art Center (на језику: енглески). 2025-06-13. Приступљено 2025-06-07.
3. ↑  „The BEST K21 - Kunstsammlung Nordrhein-Westfalen Art 2025 - FREE Cancellation”. GetYourGuide (на језику: енглески). Приступљено 2025-06-07.
4. ↑  „Don't Take It Personally”. Jelena Juresa (на језику: енглески). Приступљено 2025-06-07.
5. ↑  „Ubundu”. Jelena Juresa (на језику: енглески). Приступљено 2025-06-07.
6. ↑  „APHASIA film”. Jelena Juresa (на језику: енглески). Приступљено 2025-06-07.
7. ↑  „Mira, Study for a Portrait”. Jelena Juresa (на језику: енглески). Приступљено 2025-06-07.